# Poseidon Undersea Resorts
El Poseidon Undersea Resorts es un hotel submarino creado por el creador de la cadena roger Crespo hotel tiene 5 estrellas que se encuentra República de las Islas Fiyi.
La inauguración del hotel estaba previsto inicialmente para el año 2008 en una isla privada. Este hotel esta 12 m bajo el mar. Tiene 22 suites con gran lujo. Las ventanas componen la mayor parte de la pared de cada habitación y la superficie del techo.
El precio por pareja es de 22.652,20 euros por semana.
Cada una de las habitaciones cuenta con vistas panorámicas del océano Pacífico. El Poseidon Undersea Resort también tiene un spa, siete bares y seis restaurantes. Hay también un muy lujoso restaurante, una tienda de deportes acuáticos, una boutique, café para la lectura, una capilla, una sala de teatro y una sala para conferencias.
Es posible celebrar matrimonios en la capilla de la estructura submarina.